# Sparebøssemuseet
Sparebøssemuseet var et museum i Randers, der udstillede sparebøsser. Musset åbnede 3. maj 1995 og lukkede 1. juli 2024. Samlingen af sparebøsser på museet var på mere end 3.500 sparebøsser fra hele verden, hvor de ældste kunne dateres tilbage til 1600-tallet.

## Historie
Sparekassen Kronjylland havde oprindelig udstillet en større samling af egne sparebøsser tillige med de specielle lertøjssparebøsser fra Bikuben af ministre, udenlandske statsoverhoveder og andre berømtheder i kælderen under deres hovedsæde i Randers.  
I starten af 1995 blev Sparekassen tilbudt et større antal sparebøsser af den daværende direktør for Sparekassen, Jacob Leth, og samtidig blev det besluttet at oprette et egentligt museum. På det tidspunkt var samlingen omkring 1.000 sparebøsser.  
Sparebøssemuseet blev officielt indviet 3. maj 1995.  
I foråret 2004 måtte Sparemuseet på Klarskovgaard ved Korsør lukke, da det ikke længere kunne betale sig at drive det lille Sparemuseum. Sparebøssemuseet tilbød at overtage samlingen på mere end 2.000 sparebøsser, hvilket blev accepteret på den betingelse, at sparebøsserne blev udstillet sammen med de øvrige sparebøsser.  
Siden 2004 har private donationer været medvirkende til at bringe det samlede antal sparebøsser op på over 3.500 stk. 
Ud over de mange sparebøsser rummede Sparebøssemuseet en samling danske pengesedler samt effekter fra de danske pengeinstitutters barndom som inventar, arbejdsredskaber, regnemaskiner, budtasker og Danmarks ældste stadig aktive sparekassebog fra 1829. 
Museet lukkede 1. juli 2024 og samtlige sparebøsser er overdraget til Bank- og Sparekassemuseet i København, hvor man nu kan se hele udstillingen, næsten som den stod på Sparebøssemuseet i Randers. 